# Palaeacanthocephala
Palaeacanthocephala é uma classe de vermes do filo Acanthocephala.

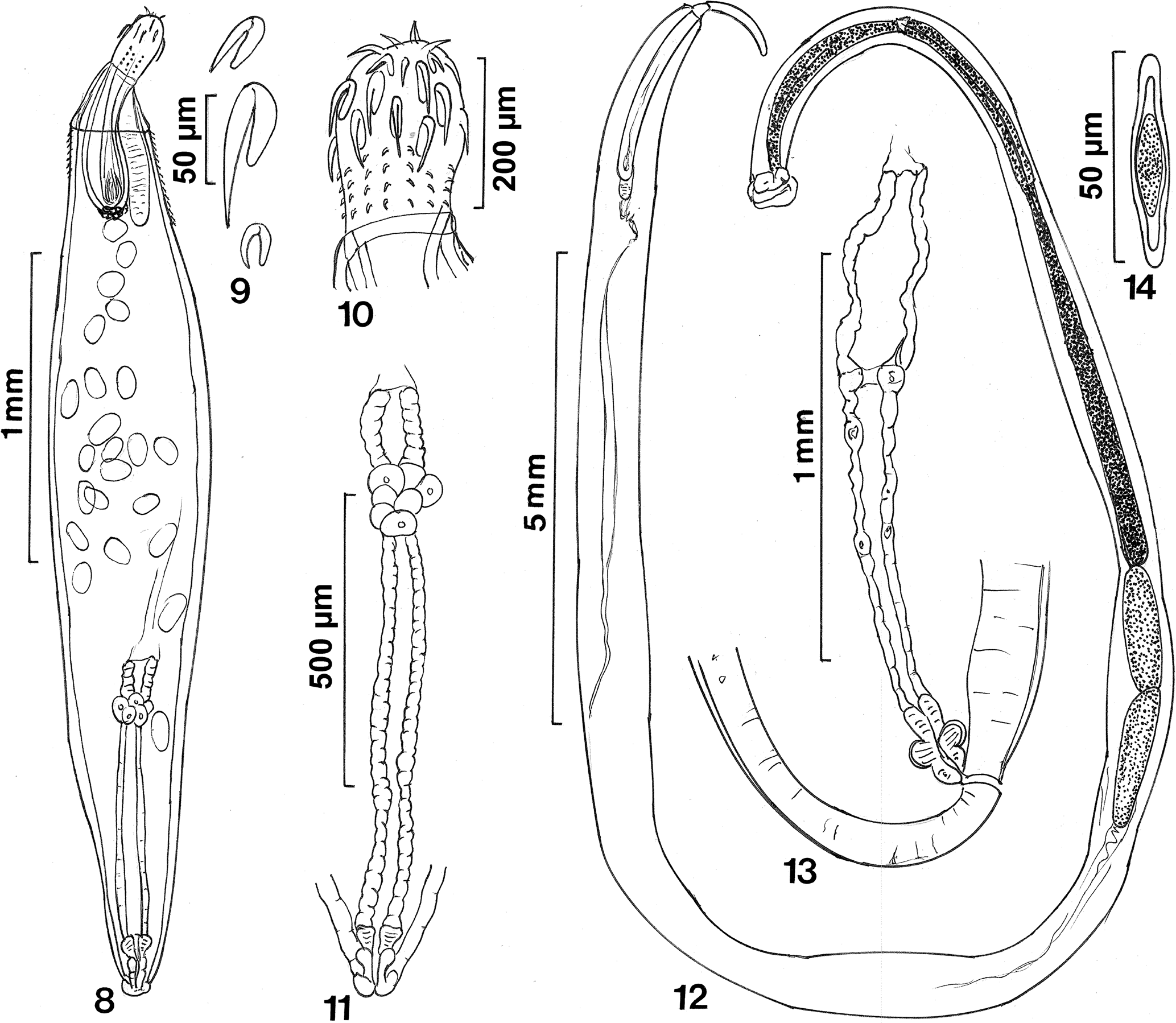
Heterosentis mongcai Amin, Heckmann & Ha, 2014 & Filisoma indicum Van Cleave, 1928

## Ordens
É dividida atualmente em três ordens:
- Echinorhynchida Southwell e Macfie, 1925
- Heteramorphida Amin & Ha, 2008
- Polymorphida Petrochenko, 1956